# 盲人板铃球
盲人板铃球（英語：Showdown）是一项适合盲人在室内开展的对抗性球类项目，兼具体育教育、竞技、休闲、健身和康复的功能。该运动起源于加拿大，因其球拍和球发出的声响而得名。1984年，盲人板铃球作为美国长岛残奥会比赛项目首次登上世界舞台。

## 发展历史
1977年：加拿大的盲人乔·刘易斯（Joe Lewis）设计了盲人板铃球项目的雏形，旨在让盲人可以无需借助别人的帮助，独立去进行一项休闲性和竞技性的体育运动。稍后，加拿大的盲人运动员帕特里克·约克（Patrick York）与乔·刘易斯一起合作，制定和完善了比赛规则，并且改进了训练比赛设备，使盲人板铃球成为一项可以广泛开展的竞技运动项目。
1980年：盲人板铃球的球台和比赛规则正式对外公布。同年，盲人板铃球作为一项盲人休闲表演运动项目，出现在荷兰阿纳姆残奥会，首次登上国际舞台。
盲人板铃球是四年一届的IBSA世界盲人运动会的正式比赛项目，目前正在积极争取进入洲际残疾人综合性运动会和夏季残奥会。
盲人板铃球项目已遍及欧洲，非洲，亚洲，以及南、北美洲，全世界有30多个国家正式开展盲人板铃球项目。在亚洲范围内，只有韩国作为2015年IBSA世界盲人运动会东道主，组建过国家队，参加比赛；泰国和香港有盲人体育组织曾经尝试开展过这个项目。

## 在中国大陆的开展情况
大连盲聋学校是国内最早开展盲人板铃球项目的机构。为了让学校盲生能够在寒冷的冬天开展体育教学和锻炼，大连盲聋学校积极创编和引进适合盲生开展的室内体育教学项目。学校于2016年初派遣学校的体育老师金朝文到意大利比萨观摩欧洲盲人板铃球锦标赛，学习盲人板铃球项目的训练方法和比赛规则。学校装修了两间盲人板铃球活动室，从国外购买了球桌等训练器材，全力在校内开展盲人板铃球的教学和课外活动，同时也邀请学生的家长和往届毕业生到学校共同学习和参与这个项目。
2016年底，经过评估，大连盲聋学校正式被国际盲人体育联合会盲人板铃球分会(IBSA SHOWDOWN SUBCOMMITTEE)批准授权，成为亚洲第一个IBSA盲人板铃球发展中心。
2017年初，大连盲聋学校会同大连市残疾人联合会，向中国残疾人体育运动管理中心群体特奥部申报盲人板铃球项目为残疾人康复体育、健身体育项目。2017年3月，盲人板铃球项目入围“残疾人康复体育、健身体育项目交流展示暨评选活动”，并且得到与会残疾人体育专家、残联和特教系统专业人士的一致好评，被评为“三类优秀创编项目”.
2017年9月11日、12日，首届全国盲人板铃球推介研讨会暨培训班在云南昆明成功举办。
2018年，云南省残疾人联合会正式将盲人板铃球纳入云南省残疾人运动会的比赛项目，设男女单打和混合团体共3枚金牌。
2018年3月，在辽宁大连市成功举办2018年中国盲人板铃球项目教练员、裁判员培训班暨研讨会。
2019年10月31日至11月3日，首届全国盲人板铃球交流赛在大连市盲聋学校举办，共进行单打、双打、混合双打等五个单项的比赛，吸引了江苏、山东、浙江等十二个省市的代表队参加。

## 器材设备
场地
教室或会议室般大小的独立空间
有独立的门（比赛开始只有裁判允许才能开门）
地板平坦即可
举办比赛无需看台、球队席、技术台等附加设施
球
球直径为6cm,表面坚硬光滑,内置响铃
球拍
球拍长度为30厘米，制作材料要求坚硬而且表面光滑。球拍的双面或单面，允许粘贴一层不超过2毫米的软胶。拍柄和拍面结合处的长度不限。拍面形状可以是圆状或者是方形。
球桌
桌面为木质结构，表面平整
桌面四周有侧壁挡板，四个角的位置为圆弧形
桌子两头有球门，球门前的桌面有球门区
球桌两头的后壁挡板上有扶手板，固定于后壁上沿，向比赛区域内延伸5厘米，允许向后延伸
球桌中间有透明挡板
保护手套
保护手套的上沿不允许超过腕关节以上6厘米处
保护手套的所有部位的厚度都不允许超过2.5厘米
保护手套两侧的宽度，每侧不允许超过2厘米
眼罩
保护眼罩必须“完全挡住光线”。这意味着当裁判员检查眼罩时，不能看到任何一丝光线，完全漆黑。

## 简要规则
此规则为2013-2017年版
- 双方运动员应各自站在球桌的两头，而不能是球桌的两侧进行比赛；两名运动员轮流发球，每名运动员分别有连续两次发球的机会
- 有效的比赛时间内，球的整体全部进入对方球门即为进球得分，进球得两分
- 由于运动员技术上或者非故意的错误导致的失误，通常会造成让对方运动员得到1分
- 每局比赛最先达到11分且最少领先对手2分的运动员为胜方
- 运动员击球后，球如果打到透明挡板，并且球停止“向前运动”，那么判给对方运动员得一分
- 运动员只有执拍手和球拍可以触球，如果除了球拍和执拍手之外的身体其它部分，在比赛区域（界内）触碰到球，判给对方运动员得一分；比赛期间，非执拍手除了球桌后壁之外，不能触碰球桌的其它任何部分，如果违反，判给对手得两分
- 防守方运动员不允许在球门区内触碰到球
- 如果运动员的球拍或执拍手，将球打出比赛区域（界内），判给对方运动员得一分
- 如果运动员兜住球或者停球超过两秒，而且让对方听不到球的声音，那么判给对方运动员得一分

## 相关链接
- IBSA web page （页面存档备份，存于）
- the official website for Showdown in Sweden
- The official German Showdown Website / Offizielle deutsche Showdown-Webseite （页面存档备份，存于）
- The official Swiss Showdown Website / Offizielle Schweizer Showdown-Webseite （页面存档备份，存于）
- Italian showdown website （页面存档备份，存于）
- 杭州帕乐盲人体育俱乐部 （页面存档备份，存于）